# Abdulah Gegić
Abdullah Gegiç (Novi Pazar (nu Servië), 1924 - (Novi Sad, 2008) was een Joegoslavische voetbalcoach met Turkse origine.
Gegiç werd geboren in Novi Pazar, Joegoslavië een voormalig Ottomaans stadje.
Gegiç voetbalde in de lagere divisies, hij zou zijn faam als trainer verkrijgen. Hij coachte Partizan Belgrado in de jaren 60 naar de finale van de Europa Cup I waar met 2-1 verloren werd van Real Madrid. Datzelfde jaar werd Gegiç verkozen tot 2 na beste coach van Europa door een bekend Frans voetbalblad.
Gegiç zou daarna naar Turkije trekken, waar hij bij veel clubs actief zou zijn.
In 1979 nam Gegiç de Turkse nationaliteit aan.